# Mičurinskij prospekt (stanice metra v Moskvě)
Mičurinskij prospekt (rusky Мичуринский проспект) je stanice moskevského metra na Kalininsko-Solncevské lince, která byla zprovozněna dne 30. srpna 2018 v rámci úseku Ramenki - Rasskazovka. Zde je zajištěn přestup na stejnojmennou stanici na lince Bolšaja kolcevaja. Je pojmenována po přilehlé ulici a jedná se o první polopodzemní stanici v moskevském metru (podobně jako Hůrka nebo Zličín v pražském metru).

## Charakter stanice
Stanice Mičurinskij prospekt se nachází ve čtvrti Ramenki (Раменки) podél Mičurinského prospektu (Мичуринский проспект) u jeho křížení s ulicí Udalcova (Улица Удальцова) v jihozápadni části města. Prostor v blízkosti stanice patří mezi přísně chráněné přírodní oblasti Ruska, kde není možná žádná výstavba a kde se plánuje vytvořit parkovou zónu. 
Stanice disponuje dvěma vestibuly, které umožňují přístup na obě strany Mičurinského prospektu i ulici Udalcova. První vestibul se nachází blíže k samotné stanici severozápadně od Mičurinského prospektu. Druhý vestibul je na jihovýchodní straně Mičurinského prospektu, jedná se o vestibul společný pro linky Kalininsko-Solnecevskaja i Bolšaja kolcevaja, s prvním vestibulem je propojen pěším nadchodem na Mičurinským prospektem, který slouží i lidem, kteří se potřebují dostat se z jedné strany ulice na druhou. Na základě stanice se plánuje vytvořit stejnojmenný dopravní uzel, který bude zahrnovat obě stanice metra, zastávky veřejné dopravy a obytné i komerční prostory. 
Samotná stanice je třípatrová. Na nejnižším patře se nachází nástupiště a koleje, na druhém vyhlídková plošina na přilehlou přírodní zónu v údolí řeky Očakovky a na třetím se nachází služební a technologické prostory. Podoba stanice obsahuje odkazy na činnost slavného ruského biologa Ivana Vladimiroviče Mičurina - sloupy jsou vyzdobeny siluetami kvetoucích větví a plodů. Pro obklady na stanici byla použita žula, glazovaná keramika, sklo, ocel a hliník. 